# Međunarodna federacija za multiplu sklerozu
Međunarodna federacija za multiplu sklerozu (engl. Multiple Sclerosis International Federation, MSIF) je osnovana 1967. godine kao međunarodno telo za povezivanje aktivnosti nacionalnih MS udruženja širom sveta.
Federacija globalno funkcioniše u partnerstvu sa učlanjenim udruženjima i međunarodnom naučnom zajednicom sa ciljom eliminacije multiple skleroze i njenih posledica. Ona je globalni zastupnik ljudi koji su ugroženi multiplom sklerozom.

## Ciljevi
MSIF dejstvuje na ostvarenju svojih ciljeva putem davanja fokusa sledećim prioritetima:
- Međunarodno istraživanje
- Razvoj novih i postojećih udruženja
- Razmena informacija
- Javno zastupanje

## Istorija
Od osnivanja 1967. godine, MSIF je narasla da poveže rad 43 člana MS društava širom sveta. MSIF je u kontaktu sa mnogim drugim društvima u pomolu sa namerom podrške svih MS društava i njihovog razvoja.

## Aktivnoti
27. maja 2009 MSIF je organizovala prvi Svetski dan multiple skleroze, koji je podržan od strane MS organizacija u najmanje 47 zemalja. Svrha tog dana je uvećanje obaveštenosti o MS kao globalnom problemu, i sakupljanje sredstava za podršku rada globalnog MS pokreta, uključujući MS istraživanje.

## Vidu isto
- Spisak organizacija za multiplu sklerozu‎

## Literatura
1. ↑  „World MS Day latest: 47 countries and counting”. MSIF. Архивирано из оригинала 21. 2. 2009. г. Приступљено 24. 3. 2009.
2. ↑  „World MS Day”. Приступљено 24. 3. 2009.

## Spoljašnje veze
- MSIF vebsajt